# Nicolas de Pskov
Saint Nicolas de Pskov était un fol en Christ. Il a vécu trente-cinq années comme un mendiant dans les rues de Pskov. Été comme hiver il était nu ou presque nu et il simulait la folie pour s'attirer le mépris des hommes. Il s'endormit dans la paix en 1576. Il est fêté le 28 février par l'Église orthodoxe.

## Biographie
Le tsar Ivan IV le Terrible avait un jour violemment châtié par le feu la ville de Novgorod. Furieux, il s'apprêtait à faire subir à Pskov des violences comparables et tout le peuple de la ville était dans l'angoisse. En désespoir de cause, chacun se tournait vers Dieu. Saint Nicolas vient alors trouver le gouverneur de la ville et lui conseilla d'accueillir le souverain avec tous les honneurs. On prépara donc dans les rues, selon la coutume, des tables présentant le pain et le sel de l'hospitalité. Le tsar se rendit à l'église puis demanda à voir le fol en Christ dont la renommée était parvenue jusqu'à lui. La scène se passait pendant le Grand Carême 1570 et Nicolas se présenta au tsar en lui offrant ostensiblement un morceau de viande fraiche et saignante. Ivan IV, offusqué, refusa l'offrande en protestant qu'il ne se nourrissait pas de viande durant le Carême. Et Nicolas lui rétorqua sans aucune crainte : « et le sang des chrétiens, tu le bois bien, même pendant le Carême ». Le terrible tsar n'eut rien à répondre, il fut fléchi par un pauvre mendiant et la ville de Pskov échappa au massacre.